# Щеголиха (Ульяновська область)
Щеголиха (рос. Щеголиха) — присілок в Кузоватовському районі Ульяновської області Російської Федерації.
Населення становить 33 особи. Входить до складу муніципального утворення Спешневське сільське поселення.

## Історія
Від 2004 року входить до складу муніципального утворення Спешневське сільське поселення.

## Населення
| 2010 |
| ---- |
| 33   |